# Міловий Завод
Мілови́й Заво́д (рос. Меловой Завод) — селище у складі Акбулацького району Оренбурзької області, Росія.

## Населення
Населення — 141 особа (2010; 210 у 2002).
Національний склад (станом на 2002 рік):
- росіяни — 60 %